# Klasyczny oscylator harmoniczny
Klasyczny oscylator harmoniczny – realizacja modelu oscylatora harmonicznego w ramach mechaniki klasycznej.
Klasyczny oscylator harmoniczny określa się jako układ w potencjale kwadratowym
{\displaystyle U={\frac {m\omega _{0}^{2}}{2}}\cdot x^{2},}
bądź równoważnie jako układ, w którym działa siła {\displaystyle {\vec {F}}} przeciwnie skierowana do wychylenia układu od położenia równowagi i proporcjonalna do wychylenia
{\displaystyle {\vec {F}}=-k{\vec {x}},}
gdzie k - współczynnik proporcjonalności.

## Jednowymiarowe oscylatory harmoniczne

### Definicja oscylatora harmonicznego
Jednowymiarowym oscylatorem harmonicznym jest każdy układ fizyczny, którego zachowanie można opisać równaniem zwanym równaniem oscylatora harmonicznego
{\displaystyle a(t)+\omega _{0}^{2}x(t)=0,}
gdzie:
{\displaystyle a(t)} – przyspieszenie zależne od czasu,
{\displaystyle x(t)} – położenie zależne od czasu,
{\displaystyle \omega _{0}} – częstość kołowa drgań oscylatora.
Związek ten można zapisać jawnie jako liniowe równanie różniczkowe
{\displaystyle {\frac {d^{2}x(t)}{dt^{2}}}+\omega _{0}^{2}x(t)=0}
lub korzystając z konwencji stosowanej w mechanice, gdzie pochodną po czasie oznacza się kropką
{\displaystyle {\ddot {x}}+\omega _{0}^{2}x=0.}
Model opisywany powyższym równaniem nazywa się też czasem prostym oscylatorem harmonicznym. Każdy układ, którego równanie można sprowadzić do powyższego, określa się w skrócie jako oscylator harmoniczny.

#### Rozwiązanie równania oscylatora
Rozwiązanie równania oscylatora harmonicznego można zapisać w jednej z poniższych równoważnych postaci
1. {\displaystyle x(t)=A\sin(\omega _{0}t)+B\cos(\omega _{0}t)}
2. {\displaystyle x(t)=C\sin(\omega _{0}t+\varphi )}
3. {\displaystyle x(t)=D\cos(\omega _{0}t+\varphi ')}
4. {\displaystyle x(t)=Fe^{i\omega _{0}t}+Ge^{-i\omega _{0}t},}

gdzie {\displaystyle A,B,C,\varphi ,D,\varphi ',F,G} to stałe zależne od warunków początkowych.
Rozwiązania są równoznaczne, a korzystając z tożsamości trygonometrycznych można znaleźć zależności pomiędzy powyższymi stałymi i rozwiązanie przedstawiać w dowolnej z postaci 1, 2 lub 3.
{\displaystyle \omega _{0}} jest częstością kołową oscylatora harmonicznego. Okres drgań {\displaystyle T} wynosi
{\displaystyle T={\frac {2\pi }{\omega _{0}}},}
natomiast częstotliwość drgań {\displaystyle \nu } wynosi
{\displaystyle \nu ={\frac {\omega _{0}}{2\pi }}.}

#### Lagranżjan oscylatora
Lagranżjan oscylatora harmonicznego ma postać
{\displaystyle {\mathcal {L}}={\frac {m{\dot {q}}^{2}}{2}}-{\frac {m\omega _{0}^{2}q^{2}}{2}},}
gdzie:
{\displaystyle {\dot {q}}} – prędkość uogólniona,
{\displaystyle q} – położenie uogólnione.
Reszta oznaczeń bez zmian.

#### Hamiltonian oscylatora harmonicznego
Hamiltonian oscylatora harmonicznego ma postać
{\displaystyle H={\frac {p^{2}}{2m}}+{\frac {m\omega _{0}^{2}q^{2}}{2}},}
gdzie:
{\displaystyle p} – pęd uogólniony,
{\displaystyle q} – położenie uogólnione.

## Przykłady oscylatorów

### Wahadło matematyczne
Równanie ruchu wahadła matematycznego ma postać 
{\displaystyle ml{\ddot {\theta }}=-mg\sin \theta },
gdzie:
{\displaystyle \theta } - kąt odchylenia wahadła od pionu (od dolnego położeniu równowagi),
{\displaystyle {\ddot {\theta }}} – przyspieszenie kątowe wahadła, równe drugiej pochodnej kąta {\displaystyle \theta } względem czasu,
{\displaystyle l} – długość wahadła,
{\displaystyle g} – przyspieszenie ziemskie.
Dla małych kątów {\displaystyle \theta ,\;\sin \theta \approx \theta ,} a równanie przyjmuje postać równania oscylatora harmonicznego
{\displaystyle {\ddot {\theta }}+\omega _{0}^{2}\theta =0}
gdzie
{\displaystyle \omega _{0}^{2}={\frac {g}{l}}}.

### Ciało na sprężynie

Ciężarek o masie m na sprężynie

Ciało o masie {\displaystyle m,} przymocowane do sprężyny i poruszające się bez tarcia i oporu powietrza po poziomej powierzchni, wykonuje oscylacje harmoniczne, jeżeli amplituda ruchu nie przekracza zakresu sprężystości sprężyny. Wtedy bowiem siła sprężystości jest proporcjonalna do wychylenia {\displaystyle x}
{\displaystyle {\vec {F}}=-k\cdot {\vec {x}}.}
Z II zasady dynamiki Newtona można obliczyć przyspieszenie {\displaystyle {\vec {a}}={\frac {\vec {F}}{m}}.} Przyjmując, że ruch odbywa się wzdłuż osi {\displaystyle x,} otrzymuje się równanie oscylatora harmonicznego
{\displaystyle a(t)+{\frac {k}{m}}x(t)=0,}
gdzie:
{\displaystyle x} – wychylenie ciężarka z położenia równowagi,
{\displaystyle a} – przyspieszenie ciężarka,
{\displaystyle m} – masa ciężarka,
{\displaystyle k} – stałą sprężystości sprężyny.
Dla ciężarka o masie {\displaystyle m} wiszącego na sprężynie w stałym polu grawitacyjnym {\displaystyle g} i wykonującym drgania pionowe, częstość kołowa ma taką samą wartość jak poprzednio rozpatrywanego obciążnika, charakter ruchu jest dokładnie taki sam. Jedyne co się zmienia to położenie równowagi.

## Oscylator harmoniczny tłumiony
W rzeczywistości przedstawiony powyżej model jest sytuacją wyidealizowaną, gdyż w układzie fizycznym zazwyczaj występują siły tarcia, oporu lub innego rodzaju tłumienie. Jeżeli prędkość drgań jest niewielka, to tłumienie jest proporcjonalne do chwilowej prędkości oscylatora. Równanie ruchu tak tłumionego oscylatora ma postać
{\displaystyle {\frac {d^{2}x}{dt^{2}}}+2\beta {\frac {dx}{dt}}+\omega _{o}^{2}x=0,}
gdzie {\displaystyle \beta } - współczynnik tłumienia.
Tłumienie powoduje wykładniczy zanik drgań, jeśli {\displaystyle {\tfrac {\beta }{\omega _{0}}}\geqslant 1} (por. tłumienie). Gdy wielkość ta jest mniejsza od 1, to oscylator nadal wykonuje oscylacje, ale o zanikającej amplitudzie i częstotliwości mniejszej od częstotliwości drgań swobodnych.

## Oscylator harmoniczny wymuszony
Oscylator może być poddany działaniom sił zewnętrznych. 
{\displaystyle {\frac {d^{2}x}{dt^{2}}}+2\beta {\frac {dx}{dt}}+\omega _{0}^{2}x={\frac {1}{m}}f(t),}
gdzie:
{\displaystyle \omega _{0}} – częstość drgań swobodnych oscylatora,
m - masa oscylatora.
Siłę wymuszającą okresowo zmienną można przedstawić w postaci szeregu Fouriera  funkcji harmonicznych  kosinus i sinus o częstotliwościach będących wielokrotnościami częstotliwości zmian siły wymuszającej:{\displaystyle f(t)=\sum _{n=1}^{\infty }a_{n}\cos(n\omega t)+b_{n}\sin(n\omega t)}
gdzie {\displaystyle \omega } – częstość siły wymuszającej.
Analizę równania oscylatora z siłą wymuszającą można ograniczyć do analizy równania postaci
{\displaystyle {\frac {d^{2}x}{dt^{2}}}+2\beta {\frac {dx}{dt}}+\omega _{0}^{2}x=A_{n}\cos(n\omega t),}
gdzie:
{\displaystyle A_{n}={\frac {a_{n}}{m}}} – amplituda siły wymuszającej podzielona przez masę oscylatora,
{\displaystyle \beta } – współczynnik tłumienia.
Analogiczne równanie jest dla składowych harmonicznych sinusowych. Rozwiązanie ruchu oscylatora w przypadku siły okresowej {\displaystyle f(t)} jest sumą rozwiązań  otrzymanych dla jej poszczególnych składowych harmonicznych kosinus i sinus, o amplitudach równych współczynnikom {\displaystyle A_{n}} oraz {\displaystyle B_{n}=b_{n}/m}.